# Berberis petiolaris
Berberis petiolaris là một loài thực vật có hoa trong họ Hoàng mộc. Loài này được Wall. ex G.Don mô tả khoa học đầu tiên năm 1831.